# Juan Antonio Corbalán
Juan Antonio Corbalán Alfocea (Madrid, 3 agosto 1954) è un ex cestista spagnolo.

## Carriera
Con la Spagna ha disputato tre edizioni dei Giochi olimpici (Monaco 1972, Mosca 1980, Seul 1988), due dei Campionati mondiali (1974, 1982) e cinque dei Campionati europei (1975, 1977, 1979, 1981, 1983).

## Palmarès
- Campionato spagnolo: 12

Real Madrid: 1971-72, 1972-73, 1973-74, 1974-75, 1975-76, 1976-77, 1978-79, 1979-80, 1981-82, 1983-84, 1984-85, 1985-86
- Copa del Rey: 7

Real Madrid: 1972, 1973, 1974, 1975, 1977, 1985, 1986
- Supercoppa spagnola: 1

Real Madrid: 1984
- Coppa dei Campioni: 3

Real Madrid: 1973-74, 1977-78, 1979-80
- Coppa delle Coppe: 1

Real Madrid: 1983-84
- Coppa Korać: 1

Real Madrid: 1987-88
- Coppa Intercontinentale: 4

Real Madrid: 1976, 1977, 1978, 1981,
 MVP Europeo : Campionato europeo maschile di pallacanestro 1983